# Roland Watson
Roland Watson ist ein ehemaliger südafrikanischer Squashspieler.

## Karriere
Roland Watson war in den 1970er- und 1980er-Jahren als Squashspieler aktiv. Seine höchste Platzierung in der Weltrangliste erreichte er mit Rang sieben im Januar 1978. Mit der südafrikanischen Nationalmannschaft nahm er 1973 an der Weltmeisterschaft im heimischen Johannesburg teil und belegte mit ihr den dritten Rang. Von 1976 bis 1982 stand er sechsmal in Folge im Hauptfeld der Weltmeisterschaft im Einzel. Sein bestes Resultat war jeweils der Einzug ins Viertelfinale 1977 und 1979. 1982 wurde er südafrikanischer Meister.
1980 verursachte seine geplante Teilnahme an den New Zealand Open, an denen er bereits 1977 und 1978 teilgenommen hatte, eine Kontroverse. Unter Berufung auf die Gleneagles-Vereinbarung wurde ihm aufgrund der Apartheidspolitik in Südafrika die Teilnahme verwehrt. Die neuseeländische Regierung hatte Druck auf die Sportverbände ausgeübt, bei einem Verstoß gegen die Vereinbarung die staatlichen Zuschüsse in Frage zu stellen. Daraufhin kam es zu einem Streit zwischen der Spielergewerkschaft der Herren, der International Squash Players Association (ISPA), die unter dem damaligen Präsidenten Geoff Hunt ihren Spielern zunächst einen Boykott des Turniers nahelegte, und dem neuseeländischen Verband. Unter Vermittlung des neuseeländischen Präsidenten des Weltverbandes, Murray Day, zog die ISPA die Boykottempfehlung wieder zurück und überließ den einzelnen Spielern die Entscheidung.

## Erfolge
- Südafrikanischer Meister: 1982